# Isla Bermejo
La isla Bermejo es una isla marítima de Argentina ubicada al sur de Punta Alta en la provincia de Buenos Aires. La isla tiene un largo aproximado de 20 kilómetros en sentido noroeste-sudeste, y un ancho máximo de 10 kilómetros. Limita al norte con el canal Principal, al noroeste con la isla Embudo y al sur con la isla Trinidad. 
Al igual que las islas Wood, Embudo, Trinidad y Ariadna forma parte de la Reserva Provincial de Uso Múltiple Bahía Blanca, Verde y Falsa. Desde 1890 se desarrollan actividades ganaderas. La isla también es utilizada para recreación y la pesca deportiva y sus costas son frecuentadas por delfines.
Por el decreto provincial 449/99 el municipio del partido de Coronel Rosales ejerce la tenencia y administración de las islas Del Embudo, Bermejo y Trinidad, tres de las islas de la ría de Bahía Blanca, que suman alrededor de 400 km².
Existen varias balizas de la Armada Argentina en esta isla, una en el extremo noreste denominada Baliza Isla Bermejo; y otras dos en el extremo noroeste, una llamada Baliza Arroyo Las Vizcachas y la otra Baliza Punta Lobos.

## Historia
A partir de 1944 la isla Bermejo estuvo en manos de la familia Gutiérrez, quienes también administraron la isla Trinidad, dedicándose principalmente a la pesca del cazón (Galeorhinus galeus). Más tarde instalaron aguadas, molinos y corrales, para criar ganado ovino y cultivar cebada. En 1961 cesó la concesión a los Gutiérrez, recayendo sobre estancieros que únicamente explotaron la cría de chivas y ovejas, sin desarrollar otro tipo de actividad.